# Azul (partido)
Pour les articles homonymes, voir Azul.
Le partido d'Azul est une subdivision de la province argentine de Buenos Aires. Fondé en 1832, son chef-lieu est Azul.